# بانگجانگسان
بانگجانگسان (به لاتین: Bangjangsan) یک کوه در کره جنوبی است که در Jeollabuk-do, South Korea واقع شده‌است. بانگجانگسان ۷۴۳ متر بالاتر از سطح دریا واقع شده‌است.